# 如水会

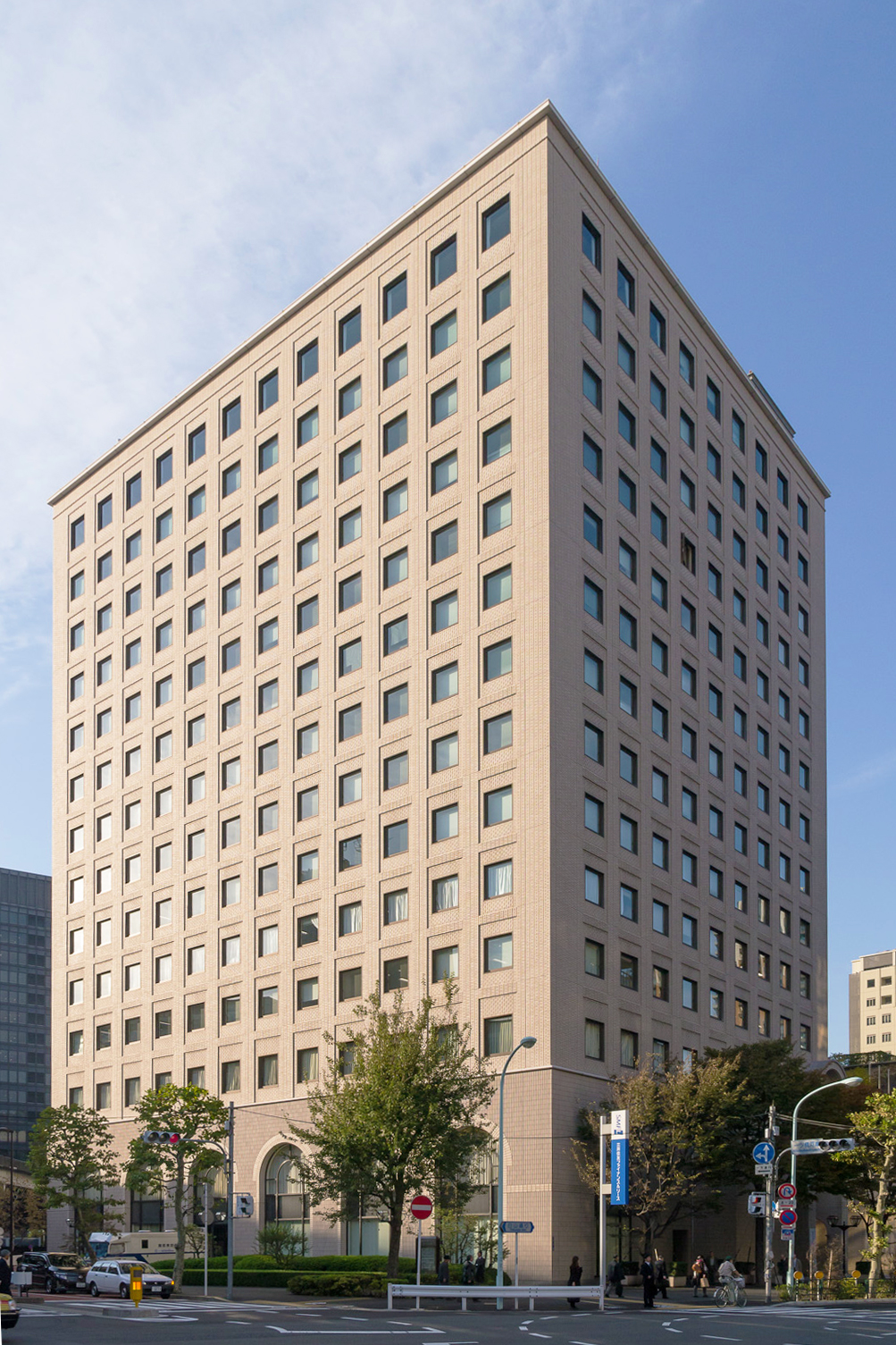
如水会館（千代田区一ツ橋）

一般社団法人如水会（じょすいかい）は、一橋大学の後援等を目的とする団体である。東京都千代田区一ツ橋に、地上14階、地下2階の高層ビル「如水会館」（1982年9月16日、如水会ビルディングとして竣工落成）を所有している。学士会館の斜向かいに位置する。
「如水会」の名は、『礼記』の「君子交淡如水」（君子の交わりは淡きこと水の如し：才徳のある者の交際は水のようにさっぱりしており、濃密ではないが長続きする）に由来する。会員同士の良き交流が継続することを期して付けられた。命名者は渋沢栄一。

## 概要
東京高等商業学校（現一橋大学）専攻部廃止の文部省令に対し同校の全校生徒・同窓会が抗議し、学生総退学決議がなされた申酉事件を受けて結束を固めるため同窓会館が設立されるに伴い、1914年に同窓会の名称を如水会とした。1916年に文部大臣より設立許可を受け、社団法人となった。
これまで、図書館建設や、東亜経済研究所（現一橋大学経済研究所）支援のための東京商科大学奨学財団の設立、財団法人一橋大学後援会の設立、兼松講堂の改修、一橋大学基金の支援など、一橋大学支援活動を行ってきた。
一橋大学学生・教員に対する海外留学援助制度は留学先の学費のみならず、往復旅費や月6～8万円の滞在費まで支給する。その他、学生のゼミナール活動に対する如水会館での飲食費補助、如水会館での新入生歓迎会の開催、各界で活躍する卒業生を招いた寄付講義の開講など、その援助の対象は多岐に亘る。会館の利用は一般開放されており、ウエディングから記者会見まで、多種多様な行事が行われる。

## 沿革

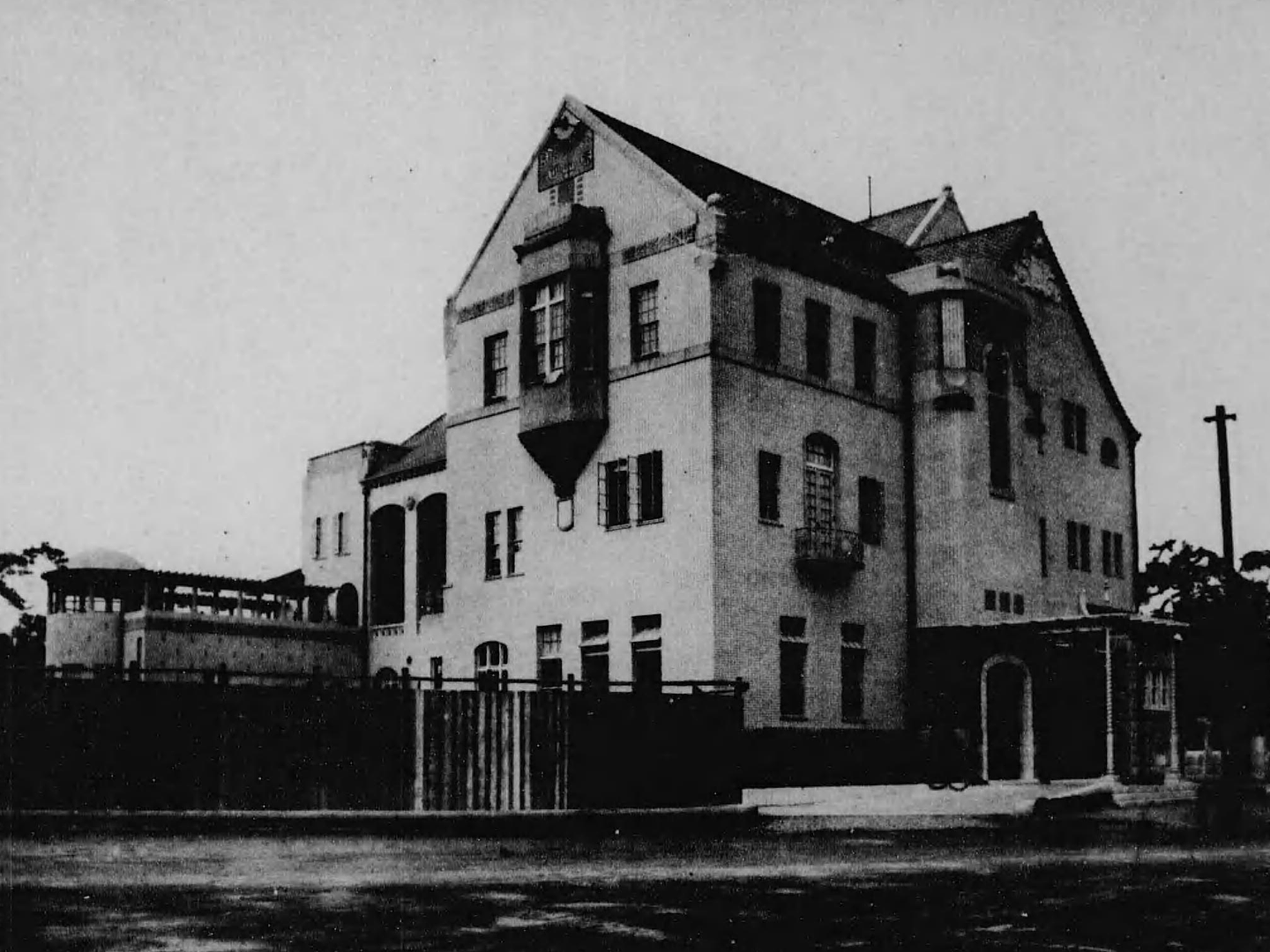
初代如水会館（1919年）

1914年、既存の高等商業学校同窓会と如水会館設立組織であった「如水会」が合併し、同窓会如水会となる。
1917年、一ツ橋に図書館建造し大学に寄付。
1940年、東亜経済研究所（現一橋大学経済研究所）支援のため、東京商科大学奨学財団を設立して大学経費9年分に及ぶ寄付金を集める。
1950年、一橋ファンドを設立し、1956年には、井藤半彌学長が村田省蔵理事長や菅礼之助相談役らに諮り、文部大臣の認可を得て財団法人一橋大学後援会となる。
1962年から海外留学奨学金制度を開始し、のちに明治産業の協力を得て、一橋大学海外留学奨学金制度となる。
1989年から卒業祝賀会を、1991年から新入生歓迎会をそれぞれ開始。
1992年国立市東に外国人研究者宿泊施設・如水ゲストハウスを建設し大学に寄付。
1994年、初代学長佐野善作による佐野書院を建て替え大学に寄付。
1999年、小平キャンパスに如水スポーツプラザを建設。2003年には一橋大学のシンボルである兼松講堂（国の登録有形文化財）が如水会の募金活動によって全面改修された。この時の募金額は10億円に上った。また、石弘光理事および清水啓典理事の提案で、100億円を目標とする一橋大学基金が設立され、江頭邦雄理事長が募金支援会会長に就任。
2004年2月より特に若手卒業生（平成元年以降）を対象に社団法人如水会平成卒業生の会という名称にて積極的に若手による活動を展開中。

## 名誉社員
- 渋沢栄一（商法講習所（現一橋大学）支援者）

## 歴代理事長
- 出典[3]

| 代   | 氏名         | 任期            | 備考                                             |
| ---- | ------------ | --------------- | ------------------------------------------------ |
| 初代 | 江口定条     | 1925年 - 1927年 | 三菱合資会社総理事、南満州鉄道副総裁             |
| 2代  | 江口定条     | 1930年 - 1933年 |                                                  |
| 3代  | 藤村義苗     | 1930年 - 1933年 | 生命保険協会理事長、萬歳生命創立者               |
| 4代  | 江口定条     | 1933年 - 1935年 |                                                  |
| 5代  | 田中都吉     | 1935年 - 1937年 | 駐ソヴィエト連邦特命全権大使、外務次官           |
| 6代  | 平生釟三郎   | 1937年 - 1940年 | 大日本産業報国会長、日本製鐵会長、文部大臣       |
| 7代  | 平生釟三郎   | 1940年 - 1943年 |                                                  |
| 8代  | 正田貞一郎   | 1943年 - 1946年 | 日清製粉創立者、東武鉄道会長、上皇后美智子の祖父 |
| 9代  | 菅礼之助     | 1946年 - 1949年 | 経団連評議会議長、東京電力会長、石炭庁長官       |
| 10代 | 菅礼之助     | 1949年 - 1952年 |                                                  |
| 11代 | 村田省蔵     | 1952年 - 1955年 | 大阪商船社長、逓信大臣兼鉄道大臣                 |
| 12代 | 村田省蔵     | 1955年 - 1957年 |                                                  |
| 13代 | 菅礼之助     | 1957年 - 1961年 |                                                  |
| 14代 | 中島慶次     | 1961年 - 1964年 | 王子製紙社長                                     |
| 15代 | 中島慶次     | 1964年 - 1966年 |                                                  |
| 16代 | 本田弘敏     | 1966年 - 1968年 | 日本ガス協会会長、東京ガス会長                   |
| 17代 | 本田弘敏     | 1968年 - 1970年 |                                                  |
| 18代 | 竹村吉右衛門 | 1970年 - 1972年 | 安田生命社長                                     |
| 19代 | 竹村吉右衛門 | 1972年 - 1974年 |                                                  |
| 20代 | 高橋朝次郎   | 1974年 - 1976年 | キリンビール社長                                 |
| 21代 | 高橋朝次郎   | 1976年          |                                                  |
| 22代 | 茂木啓三郎   | 1976年 - 1978年 | キッコーマン第2代社長・中興の祖                  |
| 23代 | 茂木啓三郎   | 1978年 - 1980年 |                                                  |
| 24代 | 川又克二     | 1980年 - 1982年 | 経団連副会長、日産自動車社長                     |
| 25代 | 川又克二     | 1982年 - 1984年 |                                                  |
| 26代 | 田部文一郎   | 1984年 - 1986年 | 日本商工会議所副会頭、三菱商事社長               |
| 27代 | 田部文一郎   | 1986年 - 1988年 |                                                  |
| 28代 | 鈴木永二     | 1988年 - 1990年 | 日経連会長、三菱化成社長                         |
| 29代 | 鈴木永二     | 1990年 - 1992年 |                                                  |
| 30代 | 齋藤裕       | 1992年 - 1994年 | 経団連評議員会議長、新日本製鐵社長               |
| 31代 | 齋藤裕       | 1994年 - 1996年 |                                                  |
| 32代 | 伊藤助成     | 1996年 - 1998年 | 経団連副会長、日本生命社長                       |
| 33代 | 伊藤助成     | 1998年 - 2000年 |                                                  |
| 34代 | 奥田碩       | 2000年 - 2002年 | 日本経団連初代会長、トヨタ自動車社長             |
| 35代 | 奥田碩       | 2002年 - 2004年 |                                                  |
| 36代 | 江頭邦雄     | 2004年 - 2006年 | 日本経団連副会長、味の素社長                     |
| 37代 | 江頭邦雄     | 2006年 - 2008年 |                                                  |
| 代行 | 石坂芳男     | 2008年          | 米国トヨタ自動車販売社長、トヨタ自動車副社長     |
| 38代 | 高萩光紀     | 2008年 - 2010年 | 春光懇話会会長、JXホールディングス社長           |
| 39代 | 松本正義     | 2010年 - 2012年 | 関西経済連合会会長、住友電気工業社長             |
| 40代 | 松本正義     | 2012年 - 2014年 |                                                  |
| 41代 | 松本正義     | 2014年 - 2015年 |                                                  |
| 42代 | 岡本毅       | 2015年 - 2016年 | 日本経団連副会長、東京ガス社長                   |
| 43代 | 岡本毅       | 2016年 - 2018年 |                                                  |
| 44代 | 岡本毅       | 2018年 - 2019年 |                                                  |
| 45代 | 杉山博孝     | 2019年 - 2021年 | 不動産証券化協会会長、三菱地所社長               |
| 46代 | 杉山博孝     | 2021年 - 2023年 |                                                  |
| 47代 | 杉山博孝     | 2023年 -        |                                                  |